# مارسيا غاربي
مارسيا غاربي هي متسابقة خماسي حديث كوبية، ولدت في 9 فبراير 1949 في سانتياغو دي كوبا في كوبا.

## وصلات خارجية
- مارسيا غاربي على موقع الاتحاد الدولي لألعاب القوى (الإنجليزية)
- مارسيا غاربي على موقع أوليمبيديا (الإنجليزية)